# جسر نيو رفر جورج
جسر نيو رفر جورج أو جسر نهر جورج الجديد (بالإنجليزية: New River Gorge Bridge) هو جسر قوسي يقطع النهر الجديد (نيو ريفر) في مقاطعة فييت، فرجينيا الغربية، الولايات المتحدة. تم افتتاحه في 22 تشرين الأول/ أكتوبر 1977. يُعتبر هذا الجسر واحد من أطول عشرة جسور قوسية في العالم، حيث يبلغ طول قوسه 1,700 متر، مما جعله لفترة طويلة أطول جسر فولاذي مفرد في العالم. ويستخدم الجسر يوميًا حوالي 16,200 مركبة.

## تاريخ
بدأت أعمال الإنشاء في تموز/ يونيو 1974، واستغرقت 3 أعوام، حيث انتهت في تشرين الأول/ أكتوبر 1977. قامت شركة مايكل بيكر بتصميم الجسر. وقد كلّف بناؤه 37 مليون دولار. كما أدى إنشاء هذا الجسر إلى اختصار المدة الزمنية لقطع المسافة الممتدة على طرفيّ المشروع من 45 دقيقة إلى 45 ثانية. يُشار بالذكر إلى أنه تم إدراج الجسر في عام 2008 ضمن السجل الوطني للأماكن التاريخية.

## معرض صور

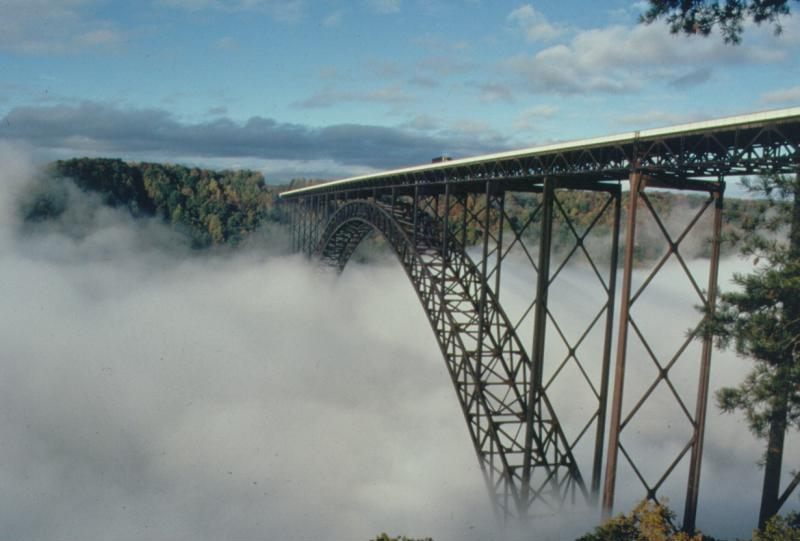
الجسر كما يظهر من متنزه مجاور
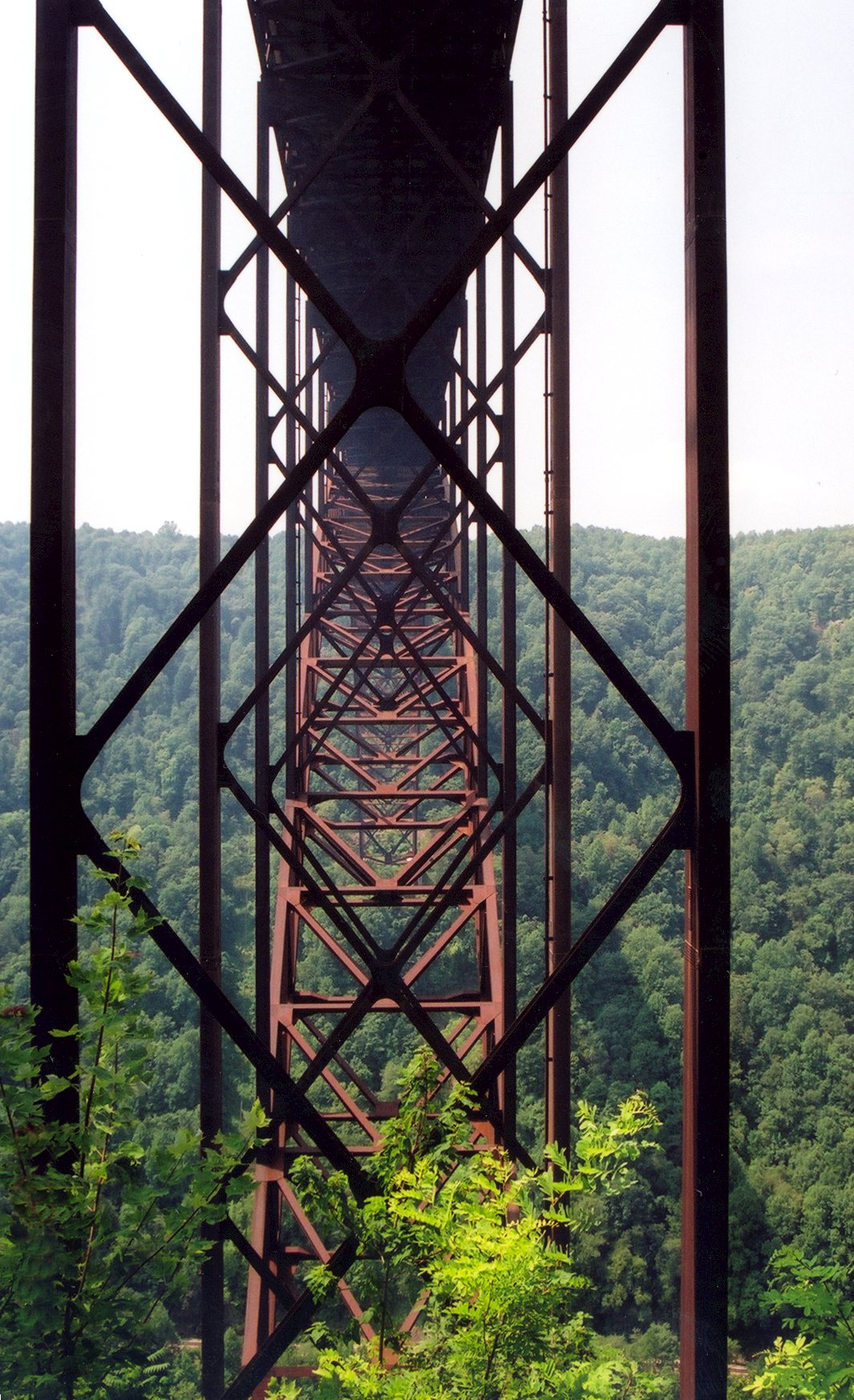
دعائم الجسر
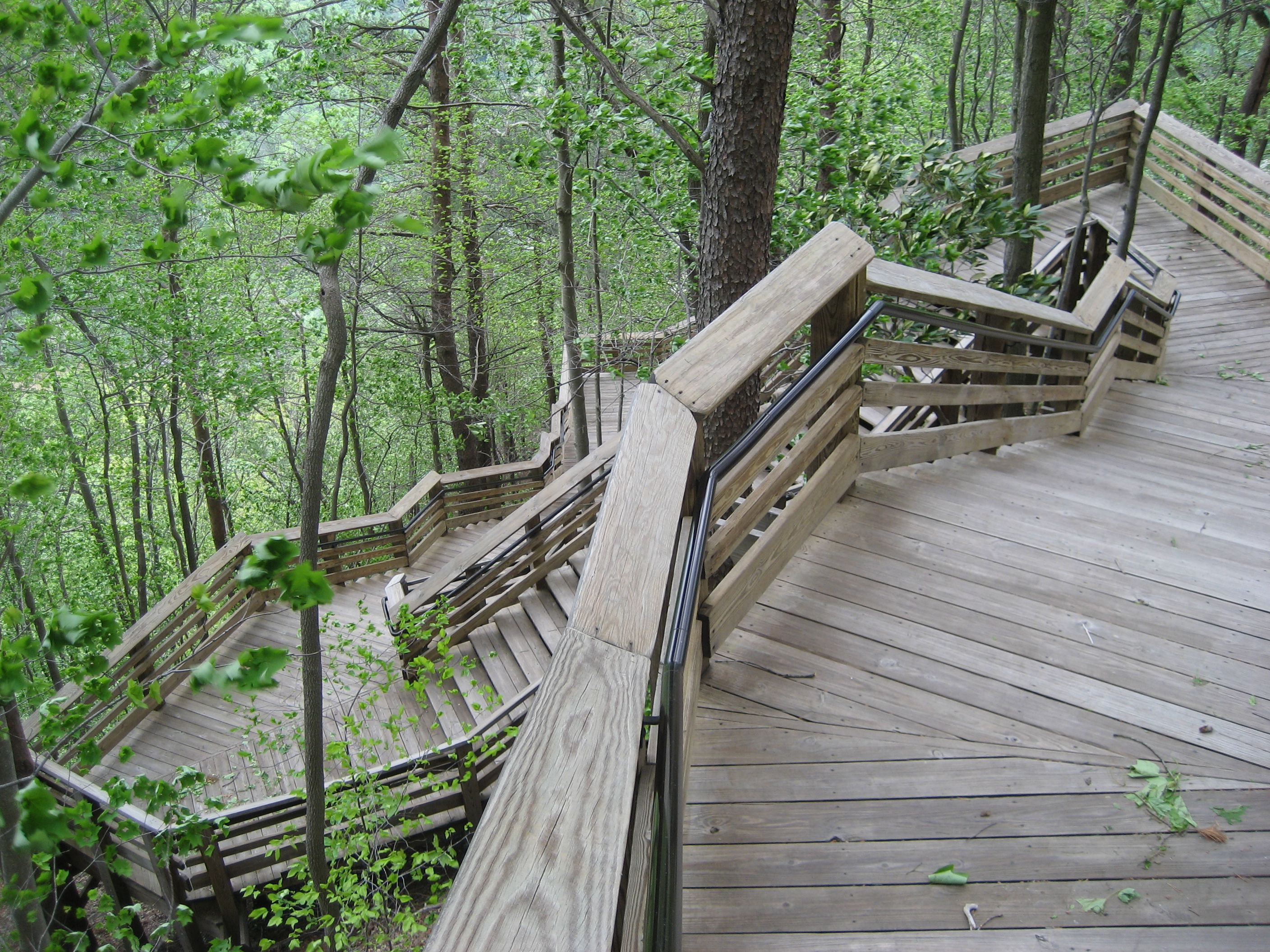
ممشى للمراقبة عند مركز الزوار
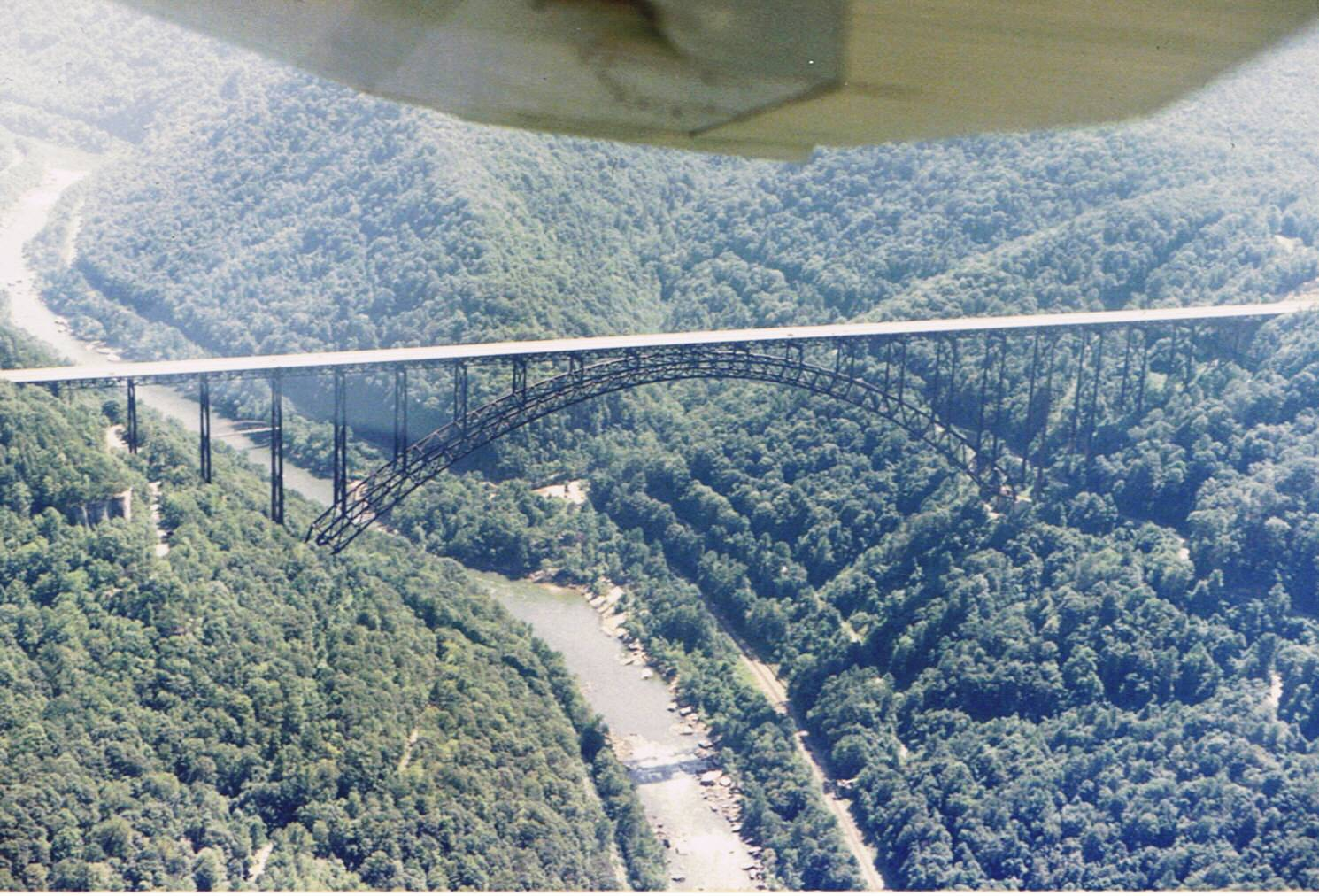
منظر للجسر من الطائرة

## مراجع

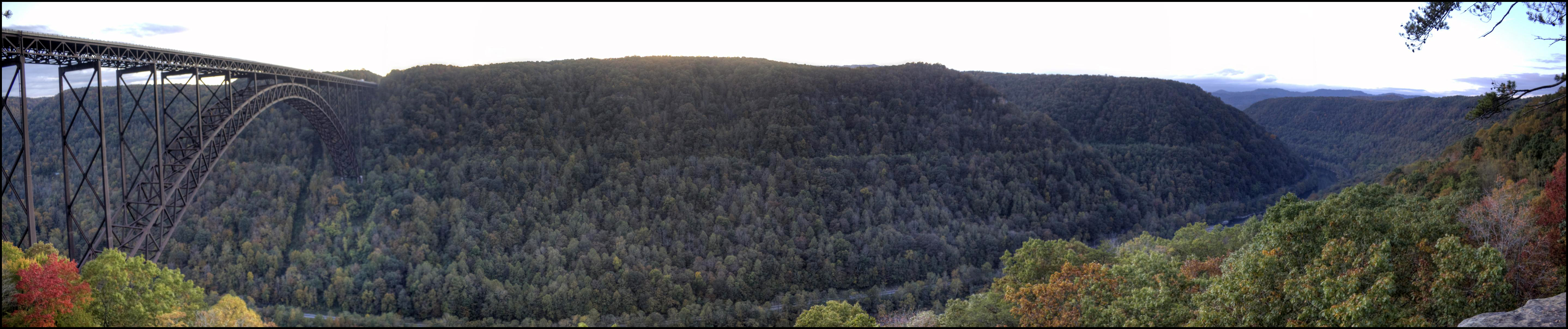
لقطة بانورامية للجسر والجبال المحيطة به.

## وصلات خارجية
- التاريخ الرسمي للجسر
- يوم الجسر (موقع رسمي)
- جسر نيو ريفر جورج على Bridges & Tunnels
- جسر نيو ريفر جورج على Roads to the Future
- جسر نيو رفر جورج  على موقع ستركتر

- جسر نيو ريفر جورج على السجل الوطني للأماكن التاريخية